# Обанадзава

38°36′3″ пн. ш. 140°24′21″ сх. д. / 38.60083° пн. ш. 140.40583° сх. д.
Обанадза́ва (яп. 尾花沢市, おばなざわし, МФА: [obanad͡zawa ɕi̥]) — місто в Японії, в префектурі Ямаґата.

## Короткі відомості
Розташоване в північній частині префектури, на берегах річки Моґамі. Виникло на основі постоялого містечка на Девському шляху. Основою економіки є сільське господарство. На південному сході міста розташовані гарячі джерела Ґіндзан у підніжжя гори Фунаґата. Характерна висока кількість опадів в зимку. Станом на 1 жовтня 2008 площа міста становила 372,32 км². Станом на 1 січня 2009 населення міста становило 19 550 осіб.